# Goran Čaušić
Goran Čaušić (serbisch-kyrillisch Горан Чаушић; * 5. Mai 1992 in Belgrad) ist ein serbischer Fußballspieler.

## Karriere

### Verein
Čaušić begann mit dem Vereinsfußball in der Jugend vom FK Roter Stern Belgrad und wurde 2009 in den Profikader aufgenommen. Für die beiden Spielzeiten 2009/10 und 2010/11 wurde er an den FK Sopot Belgrad ausgeliehen. 2011 wechselte er dann zum Ligakonkurrenten FK Rad Belgrad. Zur Rückrunde der Spielzeit 2012/13 ging er dann zusammen mit seinem Teamkollegen Andrej Mrkela in die türkische Süper Lig zu Eskişehirspor. Für die Rückrunde der Saison 2013/14 wurde er an den türkischen Zweitligisten Manisaspor ausgeliehen. Anschließend folgten Stationen bei CA Osasuna in Spanien und erneut Roter Stern, wo er die nationale Meisterschaft feiern konnte. Dann ging Čaušić zu Arsenal Tula in die russische Premjer-Liga. Im Juni 2022 ging der Mittelfeldspieler nach Thailand, wo er einen Vertrag beim Erstligisten Buriram United unterzeichnete. Am 20. Mai 2023 stand er mit Buriram im Endspiel des Thai League Cup. Das Finale wurde mit 2:0 gegen den Erstligisten BG Pathum United FC gewonnen. Im gleichen Monat, am 28. Mai, gewann er mit Buriram den thailändischen Pokal. Im Finale bezwang man den Erstligisten Bangkok United mit 2:0. 2023 und 2024 wurde er mit Buriram thailändischer Meister. Nach insgesamt 52 Ligaspielen wurde sein Vertrag im Sommer 2024 nicht verlängert. Nach kurzer Vereinslosigkeit nahm ihn Buriram im September 2024 ein weiteres Mal unter Vertrag. Am Ende der Saison 2024/25 feierte er mit Buriram die Meisterschaft. Am 24. Mai 2025 stand er mit Buriram im Finale des FA Cups, das man mit 3:2 gegen den Erstligisten Muangthong United gewann.

### Nationalmannschaft
Von 2009 bis 2015 absolvierte Čaušić insgesamt 26 Partien für diverse serbische Jugendnationalmannschaften und erzielte dabei zwei Treffer. Mit der U-19 nahm er an der Europameisterschaft 2011 in Rumänien teil und auch mit der U-21-Auswahl bestritt er 2015 dieses Turnier in Tschechien.

## Erfolge
FK Roter Stern Belgrad
- Serbischer Meister: 2019

Buriram United
- Thailändischer Meister: 2022/23, 2023/24, 2024/25
- Thailändischer Ligapokalsieger: 2022/23
- Thailändischer Pokalsieger: 2022/23, 2024/25